# 女神擬棘茄魚
女神擬棘茄魚，為輻鰭魚綱鮟鱇目棘茄魚亞目棘茄魚科的其中一種，分布於西印度洋肯亞外海海域，屬底棲性魚類，棲息深度約1551公尺，體長可達5.5公分，棲息在沙泥底質水域，生活習性不明。

## 扩展阅读
維基物種上的相關：女神擬棘茄魚